# Globigerinelloididae
Globigerinelloididae es una familia de foraminíferos planctónicos de la superfamilia Planomalinoidea, del suborden Globigerinina y del orden Globigerinida. Su rango cronoestratigráfico abarca desde el Aptiense (Cretácico inferior) hasta la Maastrichtiense (Cretácico superior).

## Discusión
Clasificaciones posteriores han repartido los taxones de Globigerinelloididae entre las familias Schackoinidae y Planomalinidae.

## Clasificación
Globigerinelloididae incluye a los siguientes géneros:
- Subfamilia Globigerinelloidinae †
  - Alanlordella †
  - Biglobigerinella †
  - Blowiella †
  - Globigerinelloides †
- Subfamilia Eohastigerinellinae †
  - Eohastigerinella †
  - Hastigerinoides †

Otros géneros considerados en Globigerinelloididae son:
- Claviblowiella † de la subfamilia Globigerinelloidinae, generalmente considerado en la familia Schackoinidae
- Labrobiglobigerinella † de la subfamilia Globigerinelloidinae, considerado nomen nudum
- Labroglobigerina † de la subfamilia Globigerinelloidinae, considerado sinónimo posterior de Globigerinelloides
- Labroglobigerinella † de la subfamilia Globigerinelloidinae, considerado sinónimo posterior de Globigerinelloides
- Turkeyella † de la subfamilia Globigerinelloidinae